# 기쿠치 도시미
기쿠치 도시미(일본어: 菊池 利三, 1973년 6월 17일 ~ )는 일본의 전 축구 선수이자 축구 지도자로 과거 도쿄 베르디, 감바 오사카, 산프레체 히로시마, 오미야 아르디자에서 활동했으며 현재 일본 풋볼 리그의 레일락 시가 FC의 사령탑으로 재직 중이다.

## 구단 경력
1992년 J1리그의 베르디 가와사키(도쿄 베르디)에 입단하였다. 1997년 감바 오사카로 임대 이적했다. 1999년부터 2000년까지 산프레체 히로시마, 감바 오사카, 오미야 아르디자에서 뛰었다. 2002년후 현역 은퇴.

## 지도자 경력
2017년부터 2019년까지 이와테 그루자 모리오카에서 감독을 맡았다.